# Ауреліо Лампреді
Ауре́ліо Лампре́ді (італ. Aurelio Lampredi; 16 червня 1917, Ліворно — 1 червня 1989, там само) — італійський інженер, конструктор автомобільних та авіаційних двигунів внутрішнього згоряння, розробник серії двигунів Ferrari Lampredi, що мали успіх на спортивних та перегонових автомобілях 1950-х років.

## Ранні роки
Ауреліо Лампреді народився у Ліворно (Тоскана). Він вивчав інженерну механіку у Вищому технічному інституті у Фрібурі. Любитель класичної музики, Ауреліо хотів присвятити себе грі на фортепіано, але батько переконав його обрати менш ризикований кар'єрний шлях. Після недовгого навчання на корабельні у Ліворно він почав працювати з 1937 року на машинобудівну компанію Piaggio, де ним керував відомий італійський авіаконструктор Коррадіно Д'Асканіо. На початку Другої світової війни його мобілізували й він перейшов на роботу до авіабудівної компанії Reggiane, де займався розробкою двигунів для військових літаків.

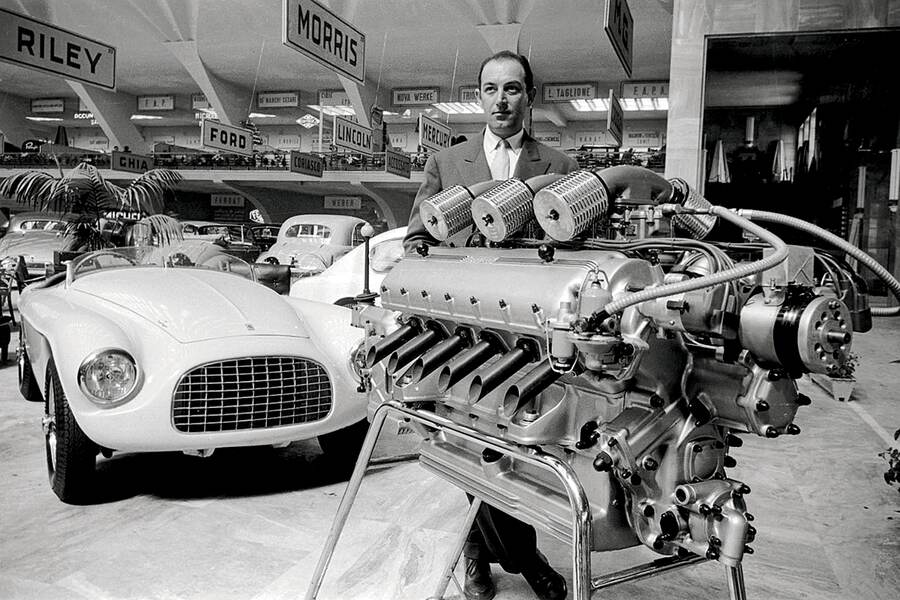
Ауреліо Лампреді біля свого двигуна V12 на виставці Torino Motor Show (1951)

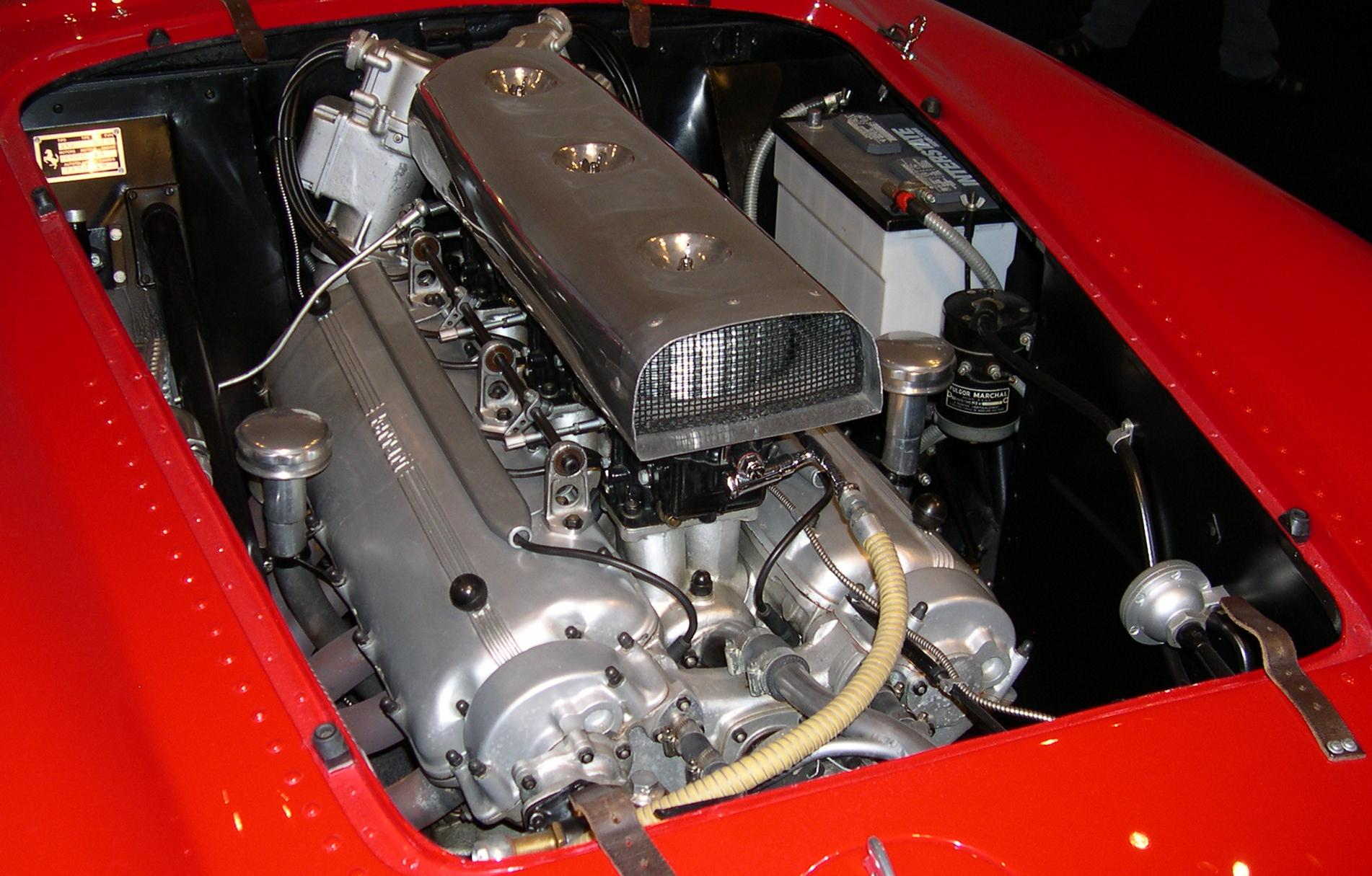
Двигун V12 на Ferrari 375 Plus V12 (1954)

## Ferrari
Головний конструктор компанії Reggiane Карло Руїні був вражений роботою Лампреді та порекомендував його Енцо Феррарі, який у той час створював власну гоночну команду. Перший період співпраці Лампреді з Ferrari тривав лише один рік, оскільки він не відчув достатнього простору для професійного зростання, так як ключові посади конструкторів двигунів у компанії були уже зайняті Джузеппе Буссо і Джоаккіно Коломбо.
Він перебрався до Мілана, щоб працювати в автомобілебудівній компанії Isotta Fraschini. У 1951 році його знову найняла Ferrari, коли Джузеппе Буссо перейшов працювати до Alfa Romeo, а Джоакіно Коломбо перевели на посаду консультанта. Першим двигуном Лампреді у Ferrari став великий 3,3; 4,1 і 4,5 літровий двигун V12, що вперше був використаний в перегонових автомобілях 275 S, 275 F1, 340 F1 і 375 F1. Двигуни Лампреді використовувалися без наддування як альтернатива мініатюрним V12, розробленим Коломбо, що встановлювалися на більшості автомобілів Ferrari до того часу. Через відсутність успіху наддувного двигуна Коломбо у Формулі-1 проєкт Лампреді почав знаходити прихильність у компанії. Двигун Лампреді приніс Ferrari першу перемогу у Формулі-1, коли Хосе Фройлан Гонсалес виграв Гран-прі Великої Британії в Сільверстоуні у 1951 році.

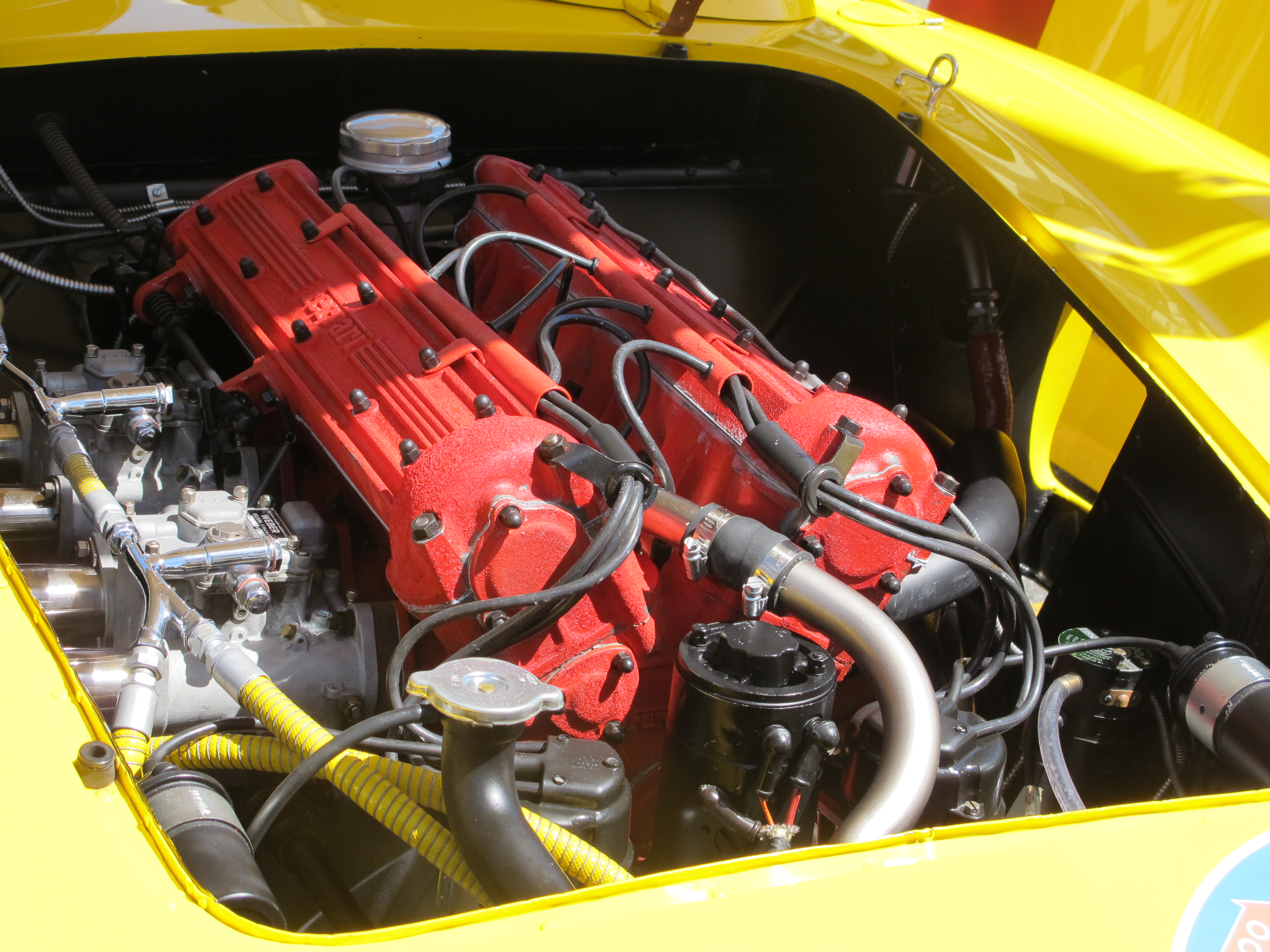
Чотирициліндровий двигун конструкції Лампреді на Ferrari 500 TR

У 1951 році Енцо Феррарі побачив хорошу нагоду створити конкурентоспроможний гоночний автомобіль Формули-2, коли правила дозволяли автомобілям Формули-2 брати участь у Формулі-1, доки в 1954 році не набудуть чинності нові правила для двигунів. Він запропонував Лампреді розробити рядний чотирициліндровий гоночний двигун з двома розподільними валами. Цей силовий агрегат виявився дуже успішним на спортивних гоночних автомобілях у Формулі-2, Формулі-1, з ним Альберто Аскарі ставав двічі чемпіоном Формули-1 у 1952 та 1953 роках
Термін перебування Лампреді у Ferrari закінчився в 1955 році, коли Ferrari купила гоночний підрозділ Lancia, і до команди приєднався відомий конструктор двигунів Вітторіо Яно, який раніше працював на Alfa Romeo. Хоча конструкції двигунів Лампреді продовжували використовуватися в дорожніх автомобілях Ferrari, двигуни Jano V8 і V6 зрештою замінили двигуни Lampredi V12 для використання в гонках, причому Хуан-Мануель Фанхіо виграв титул чемпіона у Формулі-1 у 1956 році, а Майк Готорн у 1958-му.

## Fiat
Після Ferrari Лампреді пішов у Fiat, де він керував розробкою двигунів цієї компанії до 1977 року. Він розробив двигуни Fiat Twin-Cam і  Fiat SOHC, якими оснащувались більшість автомобілів Fiat і Lancia протягом понад 32-х років. З 1973 по 1982 рік він керував фабричною ралійною групою компанії Abarth, складової частини Fiat S.p.A.
У 1976 році Лампреді сконструював двигун, який компанія Fiat постачала на бразильський ринок під назвою «Fiat Fiasa engine» (акронім від португальського "Fiat Automóveis S.A). Двигуном оснащували автомобіль Fiat 147, бразильський варіант, похідний від європейського Fiat 127. 147-й був першим національним транспортним засобом, який мав поперечно встановлений двигун із ремінним приводом верхнього розподільного вала. Це також був перший повномасштабний двигун, що працював на етанолі, така версія була доступна у Fiat 147 1979 року. Двигун FIASA залишався у виробництві до 2001 року (25 років), поки його не замінив новий двигун FIRE.
Лампреді помер на 72 році життя в Ліворно у 1989 році.